# Ignirtoq Tholi
Gli Ignirtoq Tholi sono una struttura geologica della superficie di Venere.